# Marți, după Crăciun
Marți, după Crăciun, este un film din 2010 regizat de către Radu Muntean. Scenariul filmului este scris de către Răzvan Rădulescu, Alexandru Baciu și Radu Muntean.

## Povestea
Paul și Adriana Hanganu sunt căsătoriți de zece ani. Mara, fiica lor, are opt ani. Paul are o relație extra-conjugală de șase luni cu Raluca, de 27 de ani, dentista lor. Înainte de Crăciun Paul, soțul și tatăl căruia îi lipsește timp pentru amantă, familie și febra cumpărăturilor de Crăciun, își duce fiica la dentist. Întâmplarea face ca soția lui Paul, Adriana, să ajungă în același moment la cabinetul Ralucăi unde erau soțul și fiica acesteia. Această întâlnire între cele două femei îl obligă pe Paul să ia o decizie.

## Distribuție
| Actor            | Rol                |
| ---------------- | ------------------ |
| Mimi Brănescu    | Paul Hanganu       |
| Mirela Oprișor   | Adriana Hanganu    |
| Maria Popistașu  | Raluca             |
| Dragoș Bucur     | Cristi             |
| Victor Rebengiuc | Nucu               |
| Ioana Blaj       | Narcisa            |
| Adrian Văncică   | Mircea Dumbrăveanu |
| Carmen Lopăzan   | Cosmina            |
| Silvia Năstase   | Ica                |
| Sasa Paul-Szel   | Mara Hanganu       |
| Dana Dembinski   | Mama Ralucăi       |

## Nominalizări
- În 2010 a fost nominalizat la categoria Un Certain Regard în cadrul galei Festivalului Internațional de Film de la Cannes.